# Travessia dos Alpes por Aníbal

Rota da invasão de Aníbal

A Travessia dos Alpes por Aníbal foi um dos primeiros eventos da Segunda Guerra Púnica, um período de quase duas décadas de hostilidades entre a República Romana e Cartago, especialmente o seu principal general, Aníbal. Depois do desastre em Sagunto (218 a.C.), uma missão romana enviada para negociar com os cartagineses retorna ciente da hostilidade da Hispânia, da neutralidade dos gauleses e do apoio de Massília. Quando os dois novos cônsules foram escolhidos, Públio Cornélio Cipião foi incumbido da Hispânia como sua "província", e que desenvolvesse uma nova frota, pois o sítio e a pilhagem de Sagunto não poderia ser tolerado, sob a pena de abalar sua reputação entre gauleses e iberos.

## História
Os cartagineses iberos possuíam apenas alguns navios de guerra para a proteção da navegação entre a Península Ibérica e a África do Norte. Cientes de sua supremacia marítima, os romanos se prepararam para transportar suas legiões, via Massília (atual Marselha), para uma invasão dos territórios de Nova Cartago ao sul do rio Ebro. Contudo, Aníbal não se preparava para defender seus novos territórios, nem planejava cruzar o rio para prosseguir com sua campanha ao norte. Os próprios romanos também não consideravam o ataque pelos Alpes, pois tal jornada implicaria nada menos do que quinze centenas de milhas.
Aníbal instruiu Asdrúbal para assumir o comando na Hispânia caso se ausentasse durante um ataque romano, além de conseguir o apoio da maior parte da Península Ibérica, deixou seu irmão comandando o forte e nova cidade-porto e ainda reuniu a tropa que julgava necessária. Devido à sua estratégia, a guerra havia sido declarada pelos romanos, que seriam vistos como causadores do rompimento do tratado com Cartago. Isso foi mostrado às tribos gaulesas como um exemplo da falta de palavra de Roma.
Aníbal dispôs tropas para salvaguardar tanto a África quanto a Península Ibérica, e para assegurar-se de que seu irmão não enfrentaria problemas de lealdade enquanto ele estivesse distante, adotou a política de transferir tropas iberas para a África e tropas africanas para a Ibéria.
Políbio afirmou:
Na primavera de 218 a.C., as tropas foram deslocadas dos quartéis de inverno para o norte onde cruzaram o Ebro com doze mil cavaleiros e noventa mil soldados de infantaria. Na Catalunha, entre o rio Ebro e os Pirenéus, encontraram resistentes tribos das montanhas. Sua passagem foi fortemente impedida, e muitas aldeias precisaram ser arrasadas antes que eles conseguissem prosseguir. Essa resistência não era esperada, contudo, ficou claro que ele havia partido com uma força maior do que a pretendida para a campanha, haja vista que deixara encarregados do novo território e de manter guarda sobre os desfiladeiros entre a Península Ibérica e a Gália mil cavaleiros e dez mil soldados de infantaria, sob o comando de seu irmão Hanão.
Contornando o porto grego de Ampúrias, o exército foi em direção aos Pirenéus. Após Aníbal ter exposto o seu plano de campanha às tropas, qualquer demora mais prolongada do que o necessário à conclusão das preparações finais para a marcha deveria ser evitada, pois possuía informações de que a época ideal para transpor os Alpes era o verão. Contudo, o tempo necessário para alcançá-los foi maior do que o pretendido. Isso pode ser atribuído a uma partida tardia ou resistência das tribos ao norte do Ebro. Uma vez nos Pirenéus, houve as primeiras reações da tropa, pois não haviam encontrado cidades ricas e pilhagens fáceis, os Pirenéus pareciam temíveis demais, além da revelação de que rumavam para os Alpes. "Influenciados menos pela guerra do que pela longa marcha e a impossibilidade de cruzar os Alpes", três mil soldados da infantaria carpetana puseram-se a voltar.
Tito Lívio relata:
Com a tamanho reduzido exército que seguiu somava 50 000 soldados de infantaria e 9000 cavaleiros. Isso significa que a infantaria tinha sido reduzida quase pela metade, e a cavalaria em um quarto. Políbio, que fora um destacado general antes de se tornar historiador militar, comenta: "Ele tinha, agora, um exército não tão forte em número, mas prestimoso e altamente treinado pela longa série de guerras na Hispânia". Aníbal bem pode ter reconhecido que, em vista das campanhas que estavam por vir, seria mais proveitoso cercar-se de uma reduzida força de veteranos afiados em batalhas do que de uma milícia duas vezes maior, menos experiente e carente de determinação.
Apesar de contar com grande número de cavaleiros, as tropas também levavam 37 elefantes que seguiram desde a Península Ibérica, através dos Pirenéus e do Ródano, sobre os Alpes, até à península Itálica. Não há registro de que algum deles tenha morrido durante a marcha, mas está escrito que, quando o Aníbal chegou ao destino, seus elefantes ainda permaneciam com ele.
A utilização de elefantes de guerra era bastante antiga no oriente, embora só tivessem sido mencionados nas campanhas de Alexandre, o Grande, quando em 313 a.C. derrotou Dario III, da Pérsia, que tinha 15 elefantes em seu exército na Batalha de Gaugamela. Estes animais, treinados para a guerra, traziam no lombo assentos chamados "howdah" com arqueiros, eram da espécie indiana e tinham cerca de dez pés de altura. Contudo, a maioria dos usados pelos cartagineses eram elefantes-africanos, não elefantes das savanas, ainda maiores que os indianos, mas sim de elefantes das florestas, medindo pouco menos de oito pés. Moedas cunhadas em Cartagena aproximadamente na mesma época do início a guerra de Aníbal descrevem esta espécie de elefante, sendo evidência disso o tamanho relativo do condutor montado no animal e as costas côncavas, as grandes orelhas e a tromba enrugada que os distinguem das outras duas variedades. O tamanho relativamente pequeno do elefante da floresta facilitou a sua passagem pelas montanhas sem as dificuldades que a variedade indiana teria encontrado.
Seus condutores eram mencionados como "indianos" porque os egípcios, quando começaram a importar elefantes para guerra, fizeram vir seus treinadores da Índia, onde os elefantes há muito eram utilizados. Estes animais eram empregados principalmente contra as cavalarias, pois os cavalos ficavam aterrorizados diante de sua aparição, seu cheiro e seu bramido, além de o tamanho e a aparência assustadora dos elefantes afugentar os membros de tribos nativas (séculos mais tarde, durante a segunda campanha de Júlio César, na Britânia, um elefante indiano, carregando um cesto com arqueiros a bordo, semeou o terror entre Cassivelaunos e seus bretões, e facilitou a travessia romana do Tâmisa). É provável que um dos elefantes de Aníbal fosse de variedade indiana; mencionado uma única vez durante a campanha na Itália, tem o nome de Surus, o Sírio, e a Síria era a região de onde os elefantes indianos há muito eram obtidos.
Enquanto Aníbal cruzava os Pirenéus, os romanos, em vista das notícias que os cartagineses cruzaram o Ebro antes do esperado, determinaram o envio dos cônsules Públio Cornélio Cipião e Tibério Semprônio Longo com suas legiões, o primeiro para a Hispânia e o segundo para a África. A intenção era atacar diretamente Cartago, investindo ao mesmo tempo contra o novo império púnico no oeste.
O que não era esperado era que os gauleses boios, no norte da Itália, entusiasmados pela notícia de que Aníbal estava em marcha, se rebelassem contra Roma e, conclamando seus aliados, os ínsubres, para se unirem a eles, invadissem a terra que os romanos haviam colonizado. Os gauleses, valendo-se de seu habitual poder de fogo, apanharam os romanos desprevenidos, obrigando-os a revisar seus planos prévios. As legiões que partiriam para a Península Ibérica não poderiam ser dispensadas até que o problema na Gália Cisalpina fosse contornado.
A invasão da África do Norte foi adiada, Roma, que contava com a derrota dos cartagineses na Hispânia, estava com seu território sob ameaça. Enquanto isso, o exército cartaginês, através da rota do Passo Perthus, transpunha os Pirenéus. A primeira tarefa de Aníbal após a travessia era ter um contato amigável com os gauleses. Enviando antecipadamente embaixadores para explicar suas intenções, ele fez os arranjos para encontrar-se com os chefes locais em Rossilão (Castel-Roussillon) conseguindo convencê-los de que a guerra era contra Roma e para auxiliar os gauleses do norte da Itália. Após a conversação (e subornos) permitiram a passagem por seu território.

## A travessia do Ródano
A vasta e pantanosa áreas do delta do rio Ródano era o próximo desafio, o que foi estranho para as tropas hispânicas e norte-africanas, acostumadas com montanhas, savanas e deserto.
Os dois cônsules da Itália, quando acontecia o solstício de verão, tinham sido liberados de sua atuação na revolta do norte e retornaram a seus projetos originais, Tibério Semprônio Graco fazendo preparativos na Sicília para a invasão da África do Norte e Públio Cornélio Cipião cuidando do embarque de tropas para a viagem costeira a Massala. Cipião, partiu da Itália com sessenta navios de guerra alcançando Massília (atual Marselha) cinco dias após deixar Pisa e montou acampamento na foz do Ródano, perto da cidade. Nesse ponto, chegou a informação de que Aníbal estava cruzando os Pirenéus, mas, confiante de que as dificuldades do terreno e a hostilidade dos gauleses retardariam seu progresso, não tomou medidas urgentes. Seus homens e cavalos necessitavam de um descanso após a viagem marítima e ele só imaginava que Aníbal estava empenhado em provocar conflitos com os gauleses, possivelmente tendo Massala como alvo, tão logo reunisse forças suficientes. Aníbal, contudo, que subornara alguns dos celtas e forçara outros a lhe dar passagem, inesperadamente surgiu com seu exército na travessia do Ródano.
De acordo com Políbio, ele se deteve antes de fazer a travessia do Ródano, aproximadamente quatro dias de marcha longe do mar. Cinquenta milhas de solo pantanoso e estuário de rio separavam Políbio de Aníbal, mas tão precárias eram as comunicações na região que os cartagineses moveram o seu exército de cinquenta mil homens e mais a cavalaria e os elefantes para um local de travessia adequado, antes que quaisquer notícias atingissem o cônsul em Massilia. As forças de Aníbal chegaram então à região habitada pela tribo volca que comandava ambas as margens do rio e subsistia quase exclusivamente do transporte entre as margens. Os volcas da margem ocidental providenciaram os meios para o transporte de Aníbal. Mas a maioria da tribo, entendendo que a chegada do enorme exército estrangeiro era uma ameaça, reuniu-se na margem oriental preparando-se para combate. A uma distância de quatro dias de marcha do mar, como relata Políbio, "o rio é inteiro". A aproximadamente sessenta quilômetros ficava Furques (Fourques), onde o rio era fluía mansamente naquele dia.
E possível que ecos de Sósilo (o professor grego de Aníbal), que mais tarde escreveu sobre sua vida, ou de outro grego, Silenos, que o acompanhou na marcha e cujo relato foi traduzido para o latim, possam ser encontrados em Políbio. Certamente há uma nota de testemunho ocular em algumas passagens que descrevem a travessia do Ródano:
Esforçando-se para fazer amigos junto aos habitantes da margem, comprou-lhes todas as canoas e barcos. Também adquiriu toras para construir um grande número de balsas. Enquanto isso, uma grande quantidade de gauleses havia se reunido na margem oposta. Na terceira noite, Aníbal chamou Hanão, companheiro nobre e filho do sufete Bomílcar, e o colocou no comando de parte do exército. Essa parte do formidável rio, após vários dias nas terras do delta, estranhas e assustadoras para eles.
Tanto Políbio quanto Lívio, dirigindo-se ao exército em assembleia na retórica, mas em que linguagem ou dialeto estaria ele falando? Aníbal, desde a infância, foi familiarizado com o semita púnico, do qual algumas palavras ainda podem ser encontradas no Líbano e na ilha de Malta. Sua segunda língua fora o grego; é quase certo que sua terceira fosse a língua falada pelas tribos espanholas ao sul do Ebro, e a quarta língua foi o latim. Ele possuía uma mente rápida e ágil, e indubitavelmente dominava um pouco o gaulês básico (novamente, diferentes dialetos). Deve-se imaginar que nessa e em outras ocasiões similares ele se utilizou de intérpretes de modo a ter sua mensagem captada pelas tropas em assembleia. Ao mesmo tempo, ele, o general, falando pessoalmente a todos, consistia em um detalhe muito necessário à manutenção do comando sobre sua força multirracial — Aníbal, o cunhado de Asdrúbal, o filho do grande Amílcar, o vencedor em Sagunto, o seu líder (...) Uma vez que seus oficiais superiores eram cartagineses, e uma vez que o coração do próprio exército era composto de cartagineses e líbios (esses, por necessidade, tiveram que aprender a linguagem de seus conquistadores), é muito provável que tivesse utilizado o púnico. Deve ter soado um pouco como o árabe que ainda seria ouvido na Líbia e Tunísia.
"[Ele] começou por relembrar-lhes suas façanhas no passado: ainda que, disse ele, tivessem empreendido muitas aventuras arriscadas e lutado muitas batalhas, nunca haviam obtido maus resultados quando seguiram seus planos e conselhos. Em seguida, pediu-lhes que considerassem, com boa vontade, que a pior parte de sua tarefa já tinha sido completada, pois eles haviam forçado a passagem pelo rio e, com seus próprios ouvidos e olhos, testemunharam os sentimentos de amizade e disposição em ajudar por parte de seus aliados (...)" Cabia a ele — e eles conheciam o seu valor — cuidar dos detalhes. O que se requeria deles era obediência às ordens e que se mostrassem homens valentes. Não devia haver mais demoras. Eles levantariam acampamento pela manhã e iniciariam a grande marcha.
O retorno dos cavaleiros númidas teria sido suficiente para confirmar a pressa de Aníbal. Em sua jornada de reconhecimento, eles haviam encontrado uma força de trezentos cavaleiros de Cipião, enviados numa missão similar. Após esse feroz encontro, os númidas, que se saíram muito mal, bateram em retirada com os romanos no seu encalço. É digno de nota que foi esta a única vez, ao que parece, que os númidas levaram a pior, e pode-se supor que combateram com a cavalaria pesada do inimigo — arma contra a qual não foram tropas era formada, na sua maioria, por espanhóis, escolhidos por serem os melhores nadadores. Sua tarefa seria atravessar o Ródano em algum ponto adequado a norte e ficar escondidos.
Políbio descreve:
Aníbal havia calculado que, na manhã do sexto dia, o exército estaria pronto, no local da travessia. A quinta noite, por isso, foi dedicada à preparação dos barcos para o assalto. Sua atenção aos detalhes desse desembarque anfíbio explica-se pelo fato de que, embora o transporte tenha sido rapidamente realizado, em grande parte no próprio local e sob a vista do inimigo, não havia chance de a travessia ser executada de maneira improvisada: "Ele encheu os barcos com seus cavaleiros ligeiros e as canoas com a infantaria mais leve. Os barcos grandes eram colocados rio acima e as balsas mais leves levadas mais para longe, rio abaixo, de modo que as embarcações pesadas recebessem força considerável da correnteza e as canoas, assim, estivessem menos expostas aos riscos da travessia". Os cavalos seriam rebocados a nado na popa dos barcos com um homem de cada lado segurando as rédeas de três ou quatro cavalos; assim, uma quantidade considerável deles poderia atravessar ao mesmo tempo. Outros eram selados e colocados a bordo das balsas maiores, de modo que seus cavaleiros estivessem preparados para uma ação instantânea quando atingissem o outro lado. Os elefantes representavam um problema muito diferente, o qual, como veremos, seria solucionado eficientemente quando chegasse o momento. Na quinta noite, enquanto o contingente principal fazia os preparativos para a manhã, as tropas de Hanão começaram a se deslocar para o sul. Assim que eles se posicionaram na retaguarda dos gauleses, enviaram um sinal de fumaça, conforme haviam combinado com Aníbal.
Na manhã do sexto dia, vendo a fumaça subir no céu a leste, Aníbal deu ordem para que a travessia se iniciasse. Barcos grandes e pequenos, balsas, canoas e botes a remo individuais que eles mesmo haviam feito se lançaram à mansa extensão do grande rio. Todos os gauleses deixaram seu acampamento ao mesmo tempo e se amontoaram na margem, entoando gritos de guerra, batendo em seus escudos e brandindo suas lanças. Na outra margem, os cartagineses que não haviam embarcado encorajavam aos brados sua vanguarda que ia à frente, na travessia; alguns cuidavam de vencer a correnteza, enquanto outros eram levados para baixo para poderem desembarcar ao sul do campo inimigo. As embarcações mais pesadas, levando os cavalos e seus cavaleiros, estavam a ponto de tocar a terra quando as tropas de Hanão surgiram na retaguarda dos gauleses. Houve, então, grande alarido e confusão quando os gauleses viram suas tendas e todo o seu acampamento ardendo em chamas.
Acossados por dois fogos, passaram a correr desordenadamente para trás e para diante — sua disposição para a luta não lhes compensou a desordem. Aníbal cuidou deles com suficiente rapidez, e é significativo que em suas campanhas tenha utilizado mão-de-obra gaulesa de um modo cínico, exaltando sua bravura mas nunca os colocando num posto onde não estivessem cercados por tropas treinadas, tampouco sem uma retaguarda que os detivesse se eles resolvessem desertar e fugir.
Os gauleses fugiram assim que a força total dos cartagineses desembarcou. Aníbal havia estabelecido sua cabeça-de-praia na margem oriental do Ródano, e as outras tropas ficaram  para seguirem assim que um transporte regular por balsas foi organizado. No começo daquela noite, todos estavam acampados na margem leste. Na manhã seguinte, graves notícias chegaram até eles: um exército romano tinha desembarcado e se concentrava perto da foz oriental do Ródano. Se Cipião ficara atónito ao saber que Aníbal estava do outro lado dos Pirenéus, é improvável que Aníbal tivesse ficado menos surpreso ao saber que os romanos estavam a tão curta distância. Quinhentos dos cavaleiros númidas foram imediatamente enviados para observar o paradeiro do inimigo e avaliar-lhes o número. Aníbal não desejava lutar na Gália pois tinha o objetivo de levar seu exército para a Itália. Devido à demora na Hispânia, o tempo foi excedido em relação ao que se estabelecera, e a travessia do Ródano, que deveria ter sido em junho ou antes, aconteceu quase no fim de setembro. Se demorasse mais, os desfiladeiros das montanhas dos Alpes estariam fechados. Enquanto isso, grandes embarcadouros haviam sido construídos junto ao rio com jangadas atracadas em seus terminais, para o transporte dos elefantes. Estes, por sua vez, eram atados por cordas rebocadoras aos barcos que os puxariam. "Depois disso, eles colocaram uma quantidade de terra ao longo das jangadas, até que elas alcançassem o mesmo nível e aparência do caminho na praia que levava à travessia". Mais uma vez surge, no relato de Políbio, o manuscrito há muito perdido daquela testemunha ocular grega.
Os animais estavam acostumados a sempre obedecer aos seus cornacas (mahouts) perto da água, mas não entrariam nela de forma alguma; assim, eles os conduziram por terra com duas fêmeas à frente, as quais os demais obedientemente seguiam. Tão logo se assentaram nas últimas jangadas, as cordas que prendiam firmemente umas às outras foram cortadas,e quando os barcos foram puxados com força, as cordas rebocadoras arrancaram da terra os elefantes e as jangadas ali colocados. Em consequência, os animais ficaram assustados e se puseram a correr em todas as direções; mas, como estavam completamente cercados pelo rio, eles finalmente se amedrontaram, sendo compelidos a ficarem quietos.Dessa maneira, continuando a atracar duas jangadas ao terminal da estrutura, eles conseguiram atravessar a maioria dos animais por esse meio; contudo, alguns ficaram tão apavorados que se atiraram ao rio bem no meio da travessia. Os cornacas desses últimos se afogaram, mas os elefantes se salvaram, graças à resistência e ao comprimento de suas trombas, que eles mantiveram acima do nível da água, respirando por elas ao mesmo tempo em que esguichavam a água que entrava em suas bocas. Assim, os animais resistiram, a maioria deles atravessando a água sobre as próprias patas.

## A travessia dos Alpes

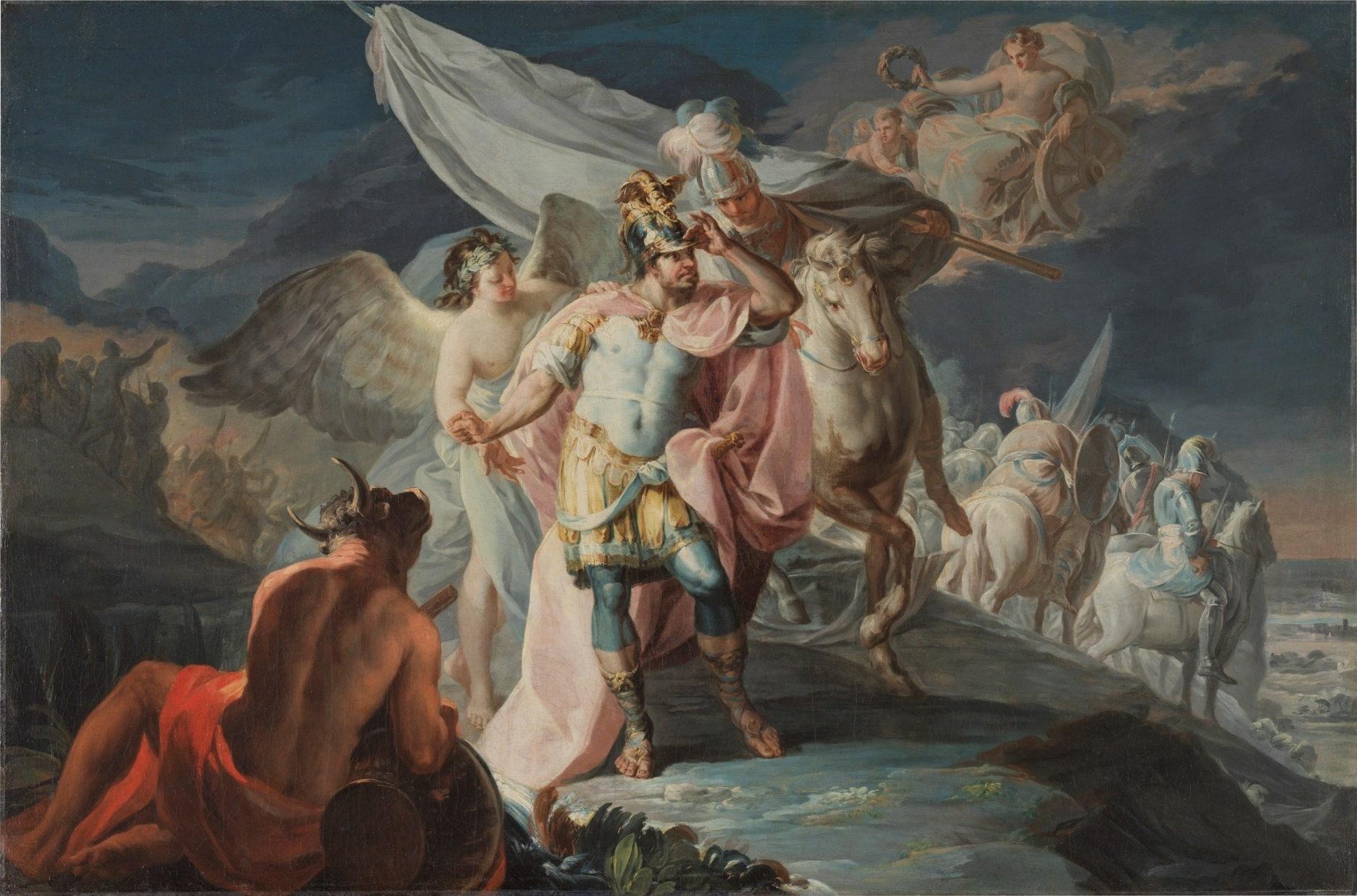
Aníbal vencedor contemplando dos Alpes pela primeira vez a Itália, (1770), óleo de Francisco de Goya.

Agora, estavam diante dos Alpes. Dificilmente causaria surpresa que um exército constituído de tantas raças se sentisse dividido e inseguro. Aníbal utilizou a presença desses boios, e em particular de um chefe tribal, Mágilos, para mostrar que os Alpes estavam longe de ser insuperáveis: aqueles homens haviam vindo da Itália justamente através dos desfiladeiros. Eles também não precisavam temer os romanos, já que homens como esses os tinham frequentemente derrotado.
Aníbal deve ter confiado em que atingira o ponto: "Vocês acabaram de derrotar uma grande quantidade de gauleses, e, se os gauleses podem derrotar os romanos, a quem vocês deveriam temer?".
Enquanto os últimos preparativos eram feitos e a travessia dos elefantes realizada, Aníbal se reunia com chefes tribais das planícies do Pó, homens que haviam lutado contra os romanos e que agora insistiam com ele para que não atrasasse sua passagem para a Itália. Aníbal sabia que muitos em suas tropas estavam preocupados com a jornada que os esperava adiante. Eles tiveram de lutar duramente após deixarem o Ebro: haviam passado pelos Pirenéus e tinham atravessado esse preparados para operar. Aníbal e seu grande comandante de cavalaria, Maárbal, teriam o cuidado de utilizá-los, no futuro, para acossar o adversário, guardando sua própria brigada pesada para enfrentar a equivalente romana. Nessa ocasião, a cavalaria romana estava Incumbida de sondar o acampamento cartaginês, calcular o número de homens que continha, e relatar tudo a Cipião.
Este, naturalmente, pensou que a presença do exército de Aníbal na margem leste do Ródano só poderia significar que o cartaginês estava se preparando para combater. Poderiam supor que ele tivesse conhecimento das movimentações de tropas romanas na Itália — tais coisas dificilmente eram mantidas em segredo e as portas do Templo de Jano encontravam-se abertas (indicando um estado de guerra) desde Sagunto. Aníbal devia estar a par de que um ataque contra Cartago era preparado na Sicília enquanto ele, Cipião Africano, seguia caminho pelo mar, com o objetivo de atacar o império cartaginês na Península Ibérica. Qual seria a resposta de Aníbal a tal ameaça? Marchar para o norte, cruzar o rio Ebro, colocar as tribos que ocupavam a região entre o rio e os Pirenéus sob seu controle e, então, invadir o sul da Gália de modo a proteger a Hispânia contra um ataque do norte. A tarefa de Cipião estava clara: ele deveria atacar o mais breve possível, antes que Aníbal fosse capaz de persuadir muitos dos gauleses, que odiavam os romanos, a unir-se ao seu exército. Ele partiu para cobrir as sessenta milhas de seu acampamento principal com duas legiões (contendo quatro mil e quinhentos a seis mil homens cada uma), cerca de catorze mil soldados de infantaria aliados e dezesseis centenas de cavaleiros. Depois de apenas três dias de marcha (nenhuma grande façanha, uma vez que ele estava percorrendo tempestuosamente a mesma distância que tinha custado a Aníbal quatro dias), alcançou o ponto do rio Ródano onde os cartagineses haviam acampado.
O lugar estava deserto. Sua cavalaria não o enganara; ali se encontravam todos os vestígios do acampamento, assim como alguns gauleses locais para confirmarem que os estranhos do sul se achavam no local há três dias. Eles seguiram para o norte acompanhando as margens do grande rio (...) Só poderia haver uma conclusão, já que não existia nada ao norte exceto terras não-mapeadas habitadas pêlos selvagens gauleses. Aníbal deveria estar pretendendo o inimaginável — marchar até um dos rios afluentes do Ródano que descia dos Alpes e, então, seguir uma rota dada a ele pelos gauleses, a qual levaria até a Itália.
Cipião apressou-se em regressar a Massala com suas legiões. É um grande tributo à sua frieza e perspicácia que ele não tenha decidido embarcar imediatamente com todos os seus homens de volta para a Itália. Mas a Hispânia lhe fora designada como sua esfera de operações, e ele percebeu que, o que quer que acontecesse, a Península Ibérica ainda permanecia sendo a chave de toda a guerra. Com Aníbal e seu exército afastados de sua base de origem, as armas romanas poderiam perfeitamente alcançar vitória sobre ela e destruir o coração da riqueza e poder cartagineses. Quanto a ele, estava claro que deveria retornar à Itália para se encarregar pessoalmente das tropas ao norte. Ele enviou sua frota e seu exército à Hispânia sob o comando de seu irmão Cneu e embarcou para a Itália. Se, e parecia improvável nessa época do ano, as tropas de Aníbal conseguissem atravessar os Alpes, elas o encontrariam à sua espera.
Com os elefantes e uma retaguarda de cavalaria seguindo o corpo principal das tropas, o exército deslocava-se Ródano acima. Marchado o mais rápido possível, de modo a escapar do romanos; está claro que obtiveram sucesso, já que não houve mais relatórios a Cipião contendo informes acerca do inimigo. É duvidoso, em vista de restrições tais como os elefantes e sua bagagem, que eles pudessem ter sido mais velozes do que foram na primeira parte de sua marcha ao norte; pode-se então supor que catorze quilômetros por dia representassem seu progresso médio.
De Políbio aprendemos que:
Políbio estabelece com clareza que Aníbal marchou avante quatro dias acima do Ródano após deixar o local de travessia. Isso faz com que sua distância do mar, após oito dias de marcha perfazendo catorze quilómetros diários, seja de cento e doze quilómetros — e exatamente nesse ponto dirige-se para o Ródano um grande afluente, o rio Aigues. Não somente o Aigues fica a uma distância apropriada do mar, mas também forma, junto com o Ródano e uma cadeia de montanhas chamada Baronnies, um grande e fértil delta. Hoje é bem cultivado e povoado, como sem dúvida o era há dois mil anos, uma vez que possui todos os requisitos para ser um vale cultivável. Somente em um aspecto esse pedaço triangular de terra não corresponde totalmente à descrição de Políbio, e é no seu tamanho, que sequer se aproxima da largura do delta do rio Nilo. Mas, citando sir Gavin de Beer: "Como não há qualquer pedaço de terra que esteja no lado oriental do Ródano, incrustado entre ele e algum rio, com tamanho que se aproxime do delta do Nilo, isso deve ser um erro de algum modo introduzido nos textos". Através dos séculos, desde que o rio foi registrado em latim como Acjua Iquarum (o s tornou-se i, o que não é incomum na filologia românica), Iquarum subsequentemente caiu, deixando somente Aqua, que, assim como em muitos outros nomes de locais, tornou-se aigue ou aygue ("água", em provençal). O nome do rio, hoje, é Aigues. Sua posição, relativa ao Ródano e à cadeia de montanhas Baronnies, e a distância perfeitamente correta entre o local de travessia de Aníbal e o mar, parecem confirmar que este é o Skaras de Políbio.
Em sua chegada à "Ilha", Aníbal encontrou um grande ajuntamento de gauleses, divididos em duas facções e visivelmente a ponto de pegarem em armas uma contra a outra. Dois irmãos disputavam a liderança da tribo, e o mais velho (bem como um chefe nativo apelando a algum general britânico numa remota parte do mundo do século XIX), veio a Aníbal pedir-lhe que resolvesse a disputa. Tendo ouvido os argumentos e cuidadosamente considerado o que estava certo e errado no caso, Aníbal se pronunciou em favor do irmão mais velho. Uma vez que ficou claro que o exército de Aníbal lutaria ao lado do mais velho, o reclamante mais jovem abandonou o território. O recém-proclamado chefe, então, demonstrou sua gratidão ao líder de pele escurecida do estranho exército estrangeiro suprindo-o com milho e outras provisões e, em particular, com roupas e calçados de inverno que seriam absolutamente necessários se eles estivessem para cruzar os Alpes. Mais importante ainda, ele guarneceu Aníbal com uma retaguarda, para proteger os cartagineses mais adiante em sua passagem contra ataques dos alóbrogos, uma outra tribo em cujo território eles iriam se aventurar no caminho em direção às colinas, pelos sopés das montanhas distantes.
Após três ou quatro dias na "Ilha", Aníbal continuou a marchar "ao longo do rio" por dez dias. Embora os relatos de Políbio e Lívio estimando a chegada aos Alpes variem, sendo Lívio muito mais explícito ao descrever detalhes de tribos e lugares, os dois historiadores concordam quanto à rota básica. Onde Políbio diz que eles marcharam "ao longo do rio", Lívio afirma que Aníbal já estava ao alcance dos Alpes, mas em vez de marchar direto em direção a eles, "ele virou à esquerda (...)".

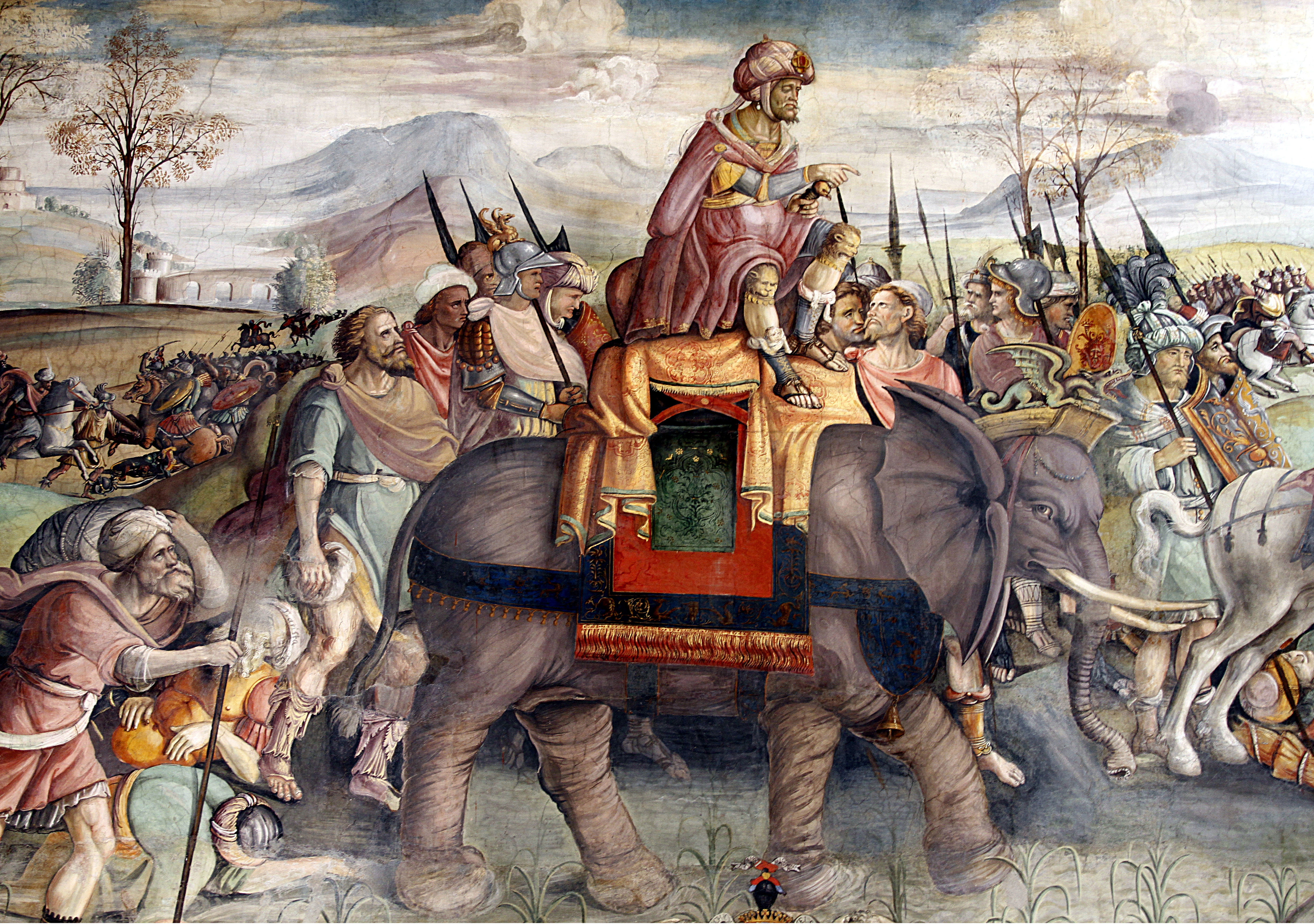
Aníbal cruzando os Alpes.

Postando-se na margem oriental do Ródano e olhando para os Alpes, o rio desce do norte — isto é, à esquerda do observador. Não há confusão aqui, embora alguns comentadores achem isso. A informação detalhada de Tito Lívio sobre as tribos por cujas terras ele passou fornece mais pistas. Primeiro, ele veio ao "país dos tricastinos, e daí prosseguiu através dos territórios externos dos vocôncios até os tricórios (...)". Essas regiões tribais, como nos mostra um estudioso francês de destaque, Auguste Longnon, correspondiam muito estritamente às dioceses da primitiva igreja cristã, que, por sua vez, têm mudado pouco até o presente. Os tricastinos ocupavam a região norte da "Ilha", ao longo da margem do Ródano, enquanto os vocôncios estavam a nordeste, na região do rio Drôme, um afluente que corria para o Ródano vindo dos Alpes. Certamente foi quase no ponto em que o Drôme encontra o Ródano — onde, ao longe, os Alpes do Delfinado, azuis vistos à distância, preenchem o horizonte — que Aníbal volveu para leste. O exército ainda tinha seu flanco no rio, mas este, agora, era o claro, manso e montanhês Drôme. Após dez dias, aproximadamente 140 km desde a partida da "Ilha", o exército começou a deixar o rico vale e a subida aos Alpes teve início. Enquanto estavam em terra relativamente aberta, onde a cavalaria poderia se expandir, os alóbrogos, a respeito de quem Aníbal fora avisado, haviam-nos deixado em paz. Quando os gauleses seus amigos, que atuavam como guias e escoltas, voltaram para casa, os alóbrogos começaram a reunir mais homens e posicionar vigias nas elevações das quais o exército se aproximava. Esperavam pelo momento em que seus hábeis montanhistas pudessem ser lançados contra o gigante que lentamente avançava. (...) Os chefes dos alóbrogos reuniram uma considerável força e ocuparam posições estratégicas na estrada pela qual os cartagineses seriam obrigados a passar. Tivessem eles apenas mantido seu projeto em segredo e aniquilariam totalmente o exército cartaginês. Mas o seu esquema foi descoberto, e, embora infligissem considerável dano a Aníbal, prejudicaram muito mais a si próprios; pois o general cartaginês, tendo conhecimento de que os bárbaros haviam se instalado nessas posições críticas, acampou na base do desfiladeiro e, permanecendo ali, enviou alguns de seus guias gauleses para fazerem um reconhecimento da situação e conseguir-lhe informações sobre o plano do inimigo.
O trabalho da inteligência sempre foi um dos pontos fortes de Aníbal. Os gauleses voltaram com a notícia de que o inimigo montara guarda cerrada por todo o dia, mas à noite se retirou para uma aldeia nas proximidades, considerando que o combate noturno era uma impossibilidade. Aníbal iria lhes mostrar quão errados estavam (algo que também faria com os romanos mais tarde, na Itália). Tendo se aproximado abertamente à luz do dia até a entrada do estreito desfiladeiro, o exército acampou e, assim que anoiteceu, eles acenderam fogueiras, armaram as barracas e esperaram, passivamente — assim parecia — pelo amanhecer. Aníbal, enquanto isso, selecionou uma força-tarefa, possivelmente de iberos das regiões montanhosas, os quais, tão logo escureceu, moveram-se para ocupar os pontos estratégicos onde eles haviam visto os gauleses em seus postos. Descobriram que suas informações tinham sido corretas e as posições nas elevações que dominavam o desfiladeiro abaixo estavam completamente desertas. Novamente aqui, como já sabemos por seu feitos anteriores na Hispânia, é notável que Aníbal não tenha delegado a tarefa de liderar essa força-comando a qualquer dos membros de sua equipe. A liderança pessoal era tudo, e sem ela Aníbal nunca teria inspirado aquele exército mercenário como o fez — não somente nessas semanas de marcha e nos meses de sua primeira campanha, mas no decorrer de anos de guerras num país hostil.
Há um corredor escarpado na provável rota de Aníbal durante os estágios iniciais de seu avanço em direção aos Alpes que tem sido aceitavelmente identificado ao lugar onde os cartagineses tiveram seu primeiro conflito com os gauleses das montanhas. É o "Desfiladeiro de Gás" — uma passagem tão estreita em alguns trechos que somente cerca de seis homens em coluna, lado a lado, poderiam atravessar. A garganta era potencialmente uma armadilha mortal, e se foi através dessa rota que o exército passou, é possível supor que Aníbal não havia feito qualquer reconhecimento e fora enganado por seus guias, ou que ele simplesmente resolveu arriscar. Nenhuma dessas suposições parece provável, mas a geografia da rota de Aníbal tem originado inúmeros livros e teses, nenhum com efetiva comprovação, a menos que algum dia alguma evidência arqueológica seja encontrada para provar que "os cartagineses um dia passaram por esse caminho"; o máximo que se pode dizer é "Devem tê-lo feito".
À luz do dia, o exército, confiante de que as posições superiores estavam asseguradas por Aníbal e sua força, começou a se posicionar para a passagem através da garganta. A essa altura, os alóbrogos já haviam descoberto que seus pontos estratégicos tinham sido ocupados durante a noite.  Segundo Políbio:
Os gauleses, embora cientes de que Aníbal comandava as elevações acima deles, não resistiram à visão de tamanha presa e lançaram-se pelas escarpas inferiores para caírem sobre a coluna em avanço. Os cartagineses foram duramente pressionados a se defenderem; cavalos e mulas precipitavam-se para o lado de um despenhadeiro escarpado; feridos, os cavalos relinchando e retrocedendo, promoviam o caos na coluna, e em questão de minutos o avanço ordenado transformou-se numa apavorada refrega. Nesse momento, consciente de que a destruição do comboio de bagagens significaria a morte de todo o exército por inanição, Aníbal liderou os homens que estavam com ele numa carga selvagem em auxílio da vanguarda da coluna. Ele caiu sobre os gauleses como uma águia mergulhando das alturas, cortando-os em pedaços; na cruel batalha corpo a corpo que se seguiu, seus homens sulinos provaram ser um páreo duro para esses selvagens nortistas. Os gauleses se dispersaram e fugiram com os cartagineses no seu encalço. Enquanto o comboio de bagagens era rearrumado e o exército prosseguia através do desfiladeiro, Aníbal perseguia os gauleses.
Determinado a conceder ao exército tempo suficiente para se reorganizar e, com o moral restaurado, continuar a marcha, Aníbal, junto com suas tropas, apertou o passo até chegar à "cidade de onde o inimigo saíra para fazer sua investida". Encontrou-a abandonada, e assim recuperou uma boa quantidade de homens, animais de carga e cavalos que haviam sido capturados; encontrou também gado e trigo suficientes para alimentar o exército por dois ou três dias. Concedeu a seus homens vinte e quatro horas para que se recobrassem e recuperassem a tranquilidade (o moral deve ter ficado estremecido por conta desse ataque logo no início de sua aproximação aos apavorantes Alpes). Adiante ficava o primeiro grande desfiladeiro através da cadeia de montanhas, provavelmente o passo Grimone, que conduz ao vale superior do rio Durance (Druentia, segundo Lívio). Após deixar esse povoado gaulês, o exército marchou por três dias por campo claro, aberto e sem inimigos à vista ou riscos geográficos. Eles necessitavam descansar, pois ainda não tinham acabado com os gauleses e havia uma infinidade de montanhas à sua frente.

Aníbal e seus homens cruzando os Alpes.

Aníbal estava agora a meio caminho de seu destino, aproximadamente, numa travessia dos Alpes que ninguém jamais pensara que um grande exército pudesse realizar — nómades gauleses, sim, mas não um exército sofisticado, com tantos armamentos, provisões, e com milhares de cavalos, sem contar com os poderosos elefantes. Aníbal vinha do noroeste, do passo Grimone, e estava na área ocupada pela tribo dos tricórios, cujo quartel-general era a cidade de Gap. Ele agora tinha que cruzar o Durance na metade da extensão do rio. Lívio, que incorretamente diz que Aníbal cruzou o Durance perto de sua foz — em vez de fazê-lo mais acima, em algum lugar antes de ele se reunir ao afluente Guil — fornece contudo uma descrição que deve refletir algo das condições em que o exército ora se encontrava: "(...) de longe o mais difícil de se cruzar entre todos os rios da Gália; embora ele despeje um vasto volume de água, não possibilita a navegação, pois não está confinado em quaisquer margens, e sim fluindo de uma só vez por vários canais, nem sempre os mesmos, a todo momento formando novos baixios e lagos — fato que também o torna perigoso para os que viajam a pé; além do mais, rolam pedras ásperas que não fornecem qualquer segurança ou estabilidade para se poder caminhar nele (...)". A visão e o ruído daquele exército, com elefantes, cavalos e milhares de soldados a pé, todos sob o comando daquele indomável cartaginês, cruzando o Durance em meio a uma enchente (como nos diz Lívio), com a áspera paisagem das montanhas ao fundo, fornece uma das mais duradouras imagens da Antiguidade. Se os soldados agora acreditavam ter deixado para trás os gauleses hostis, penetrando numa região onde poucos homens habitavam e por onde eles poderiam passar em paz, estavam prestes a se decepcionar. No quarto dia de sua marcha, após deixarem a aldeia dos alóbogros, eles foram contactados por um grupo de nativos que vinha em sua direção carregando ramos de oliveira como sinal de amizade (vale notar que a oliva, símbolo de fertilidade e paz, também é encontrada no vale superior do Durance). Aníbal não tinha qualquer motivo para acreditar neles, apesar de o presentearem com gado e de fornecerem reféns como garantia de sua boa-fé; porém, ele era suficientemente sábio para não contrariá-los demonstrando sua desconfiança. Eles disseram saber que as forças de Aníbal haviam capturado a aldeia e derrotado os que os atacaram; afirmavam que vinham como amigos, desejando ajudá-los através das montanhas. Já que estavam dispostos a providenciar guias, Aníbal, nunca deixando de se manter atento aos movimentos desses improváveis amigos, achou válido correr o risco. Sem dúvida, os gauleses que seguiam com ele eram tão ignorantes das montanhas e desfiladeiros que se encontravam à frente quanto os próprios cartagineses. Se Aníbal ordenasse que os "amigáveis" nativos fossem vigiados de perto, seria possível que eles o percebessem —, e as tropas cartaginesas ainda correriam o risco de serem atacadas à traição.
De modo a não deixar o comboio de animais de carga e bagagens perigosamente indefeso na retaguarda, Aníbal, rápida e cuidadosamente, posicionou-o atrás do corpo principal da cavalaria, na vanguarda; depois vinha o grosso do exército, seguido da nata da infantaria pesada como retaguarda. É quase certo que, se não tomasse essas sábias providências, o grande cartaginês teria perdido todo o seu exército. Dois dias de marcha adiante, os gauleses, que silenciosamente haviam se concentrado nas montanhas ao redor, prepararam seu ataque. O exército passava através de uma estreita garganta, seguindo a trilha que acompanhava o curso de um pequeno e rápido rio (possivelmente o Guil), que desaguava no Durance, o qual haviam deixado para trás. Era outubro, e naquela tardia estação do ano os cartagineses talvez tivessem pouca noção de direção básica — sem contar que desconheciam a área específica daquele território. Aníbal sabia que a Itália ficava em algum lugar a sudeste, mas mesmo coordenadas elementares, tais como o nascer e o pôr-do-sol, eram mascaradas pelas montanhas. Os guias, como ele suspeitava todo o tempo, provaram ser traiçoeiros.
Cavalgando na dianteira junto com a cavalaria, Aníbal ouviu o grande estrondo vindo da retaguarda, os gritos de homens e animais feridos e os selvagens brados que ecoavam por todos os lados dos inóspitos penhascos. "A retaguarda suportou o choque do ataque", escreveu Tito Lívio, "e quando a infantaria deu meia-volta para juntar-se a ela, ficou muito evidente que se a coluna não tivesse sido reforçada naquele ponto, teria sofrido um grande desastre nesse desfiladeiro (...)". Grandes rochas rolavam pelas encostas das colinas, bloqueando o caminho através das fileiras de homens e animais enquanto, bem nos seus calcanhares, seguindo o caminho aberto por esses aríetes de pedras, os gauleses caíram sobre as tropas. O rio rugia abaixo deles, e lacunas surgiam na longa coluna à medida que homens e animais eram atirados para baixo pelas fulminantes pedras. Os gauleses contavam largamente com o elemento surpresa, mas este, felizmente para o exército cartaginês, malogrou graças a Aníbal: antevendo o perigo, ele dispôs suas tropas de maneira diferente, colocando o núcleo mais forte de sua melhor infantaria na traseira, onde o inimigo pensava encontrar o "brando" comboio de bagagens. Apesar disso, um grande número de homens, animais de carga e cavalos foram perdidos, e o inimigo conseguiu colocar "os cartagineses sob perigo e confusão tão grandes que Aníbal foi forçado a passar a noite com metade de seu exército num lugar protegido por um rochedo liso cobrindo o avanço de seus cavalos e do comboio de carga, até que, ao cabo de uma noite inteira de labuta, eles conseguiram se safar do desfiladeiro". Na manhã do oitavo dia de sua passagem através dos Alpes, o exército estava reunido e, apesar de suas perdas, avançava com boa disposição em direção aos desfiladeiros mais altos (é possível que o "liso" ou "branco" rochedo onde Aníbal e metade de seu exército acamparam tenha sido o vasto e isolado rochedo de onde o Château-Queyras hoje contempla o vale Queyras) Ao longo desse dia, embora não houvesse qualquer ataque coordenado feito pelo inimigo, as cansadas colunas estavam sujeitas a agressões esporádicas, e a resistente massa de homens e animais prosseguia inexoravelmente. O exército com o qual ele cruzara o Ródano, seus vigorosos veteranos cheios de confiança, seus cavalos, elefantes e animais de carga fortes e bem alimentados, eram gradualmente ceifados a cada dia que passava. Doença e acidente, assim como ação inimiga, devem nesse ponto ter enfraquecido consideravelmente suas fileiras.
No dia seguinte, avançando firmemente pelo desfiladeiro, acima da linha das árvores, o exército deslocou-se praticamente sem ser molestado: os montanheses haviam desaparecido, uma vez que ficara claro, agora, que os estranhos não ameaçavam seu território. Aníbal também descobriu que os elefantes inspiravam terror aos montanheses, e que nunca ousariam aproximar-se da parte da coluna onde estavam esses animais. Então, finalmente, "após uma subida de nove dias, Aníbal atingiu o cume (...)" À sua direita surgia a gigantesca massa do maciço do Monte Viso, e à sua frente, como na mira de um rifle, o céu era visível, obstruído por outras montanhas — uma promessa de esperança após dias de aparente desespero. Os cavaleiros da vanguarda da coluna alcançaram o local onde a grande barreira de montanhas, que se postava como uma muralha protetora do norte da Itália, subitamente se abria. Lá em baixo se revelava o território verde-escuro da Itália — sua terra prometida. Para isso muitos tinham morrido, e somente a impossibilidade de retorno e a impetuosa inspiração de seu líder haviam mantido esse exército multirracial e poliglota em movimento através da perigosa imensidão dos Alpes. Certamente um grito de alegria brotou das gargantas secas e geladas dos líderes, soando incompreensível para as fileiras fatigadas, até morrer no meio daquelas para quem sua causa era desconhecida e sem relação com os seus presentes sofrimentos.
Aníbal esperou por dois dias no ponto onde a trilha não ia mais acima. Aquelas áridas alturas não forneciam um lugar confortável para o descanso, mas foi essencial para o exército permanecer ali enquanto os desgarrados, tanto homens quanto animais, moviam-se para se reunirem a eles, como descreve Lívio:
Os soldados, exaustos com o esforço e os combates, foram autorizados a descansar; muitos animais de carga, que tinham caído entre as rochas, chegaram ao acampamento seguindo as trilhas do exército. Fatigados e desencorajados como estavam os soldados após tanto empenho, uma tempestade de neve — quando a constelação de Plêiades estava em ocaso — veio deixá-los em grande pavor. O solo por toda parte estava coberto com neve alta ao amanhecer (no décimo segundo dia desde a subida dos Alpes) quando eles começavam a marchar, e à medida que a coluna se movia lentamente, o desânimo e o desespero estampavam-se em cada semblante. Então, Aníbal, que seguia à frente dos estandartes, deteve o exército num promontório que proporcionava uma extensa vista e, apontando-lhes a Itália e as planícies ao redor do Pó, bem abaixo dos Alpes, disse que eles agora escalavam não só as muralhas da Itália, mas da própria Roma; o resto do caminho seria plano ou em declive, e depois de uma, no máximo duas batalhas, eles teriam em suas mãos e sob seu poder a cidade e capital da Itália.
Políbio situa essa assembleia do exército no dia anterior ao início de sua descida, mas também menciona que a estação estava "próxima do ocaso das Plêiades". Essa dupla referência fornece uma importantíssima pista da época em que Aníbal irrompeu nos Alpes antes de descer para a Itália. O ocaso das Plêiades refere-se à época na qual a constelação rica fora de vista no oeste no mesmo momento em que o sol está nascendo no leste. Era uma data muito importante nos tempos antigos, pois indicava o início da lavoura e semeadura para a colheita do próximo ano. Alguns comentadores nortistas perdem o rumo, infelizmente, ao esquecerem que nas latitudes mediterrâneas tal atividade em fins do outono ainda é um acontecimento — muito distinto, diga-se, na Inglaterra ou Alemanha, onde o inverno se apodera da terra. Consta que Aníbal saiu de Cartagena aproximadamente na metade de junho de 218 a.C. e passou cinco meses entre Cartagena e as planícies do rio Pó. Portanto, foi em meados de outubro que ele se deteve ante a linha divisória de águas acima da Itália e fitou o sul. Com certeza ele não pretendia cruzar os Alpes tão tardiamente; esperava, talvez, ter iniciado em maio. Ele se atrasou, como já foi lembrado, por causa da tardia chegada de muitas de suas tropas, provenientes dos quartéis de inverno; e também, como sabemos, devido aos pesados e inesperados combates ao norte da Hispânia. Parece, na verdade, que ele atingiu o referido ponto mesmo depois de outubro, pois o ocaso das Plêiades teria sido visível na latitude em que ele se encontrava durante a primeira quinzena de novembro, no ano de 218 a.C.
Contrariando o otimismo expressado no discurso de Aníbal, a descida desde a linha de água foi até mesmo pior do que a longa subida até ali. O inimigo não era mais o gaulês das montanhas, mas sim as condições impostas pelo inverno — a queda de neve nas primeiras nevascas daquele ano, sob a qual, naquela altitude, jazia a dura e compacta neve do ano anterior. "O caminho descendente era muito estreito e íngreme, e tanto os homens quanto os animais não podiam saber onde estavam pisando por causa da neve; todos os que pisavam fora da trilha ou tropeçavam eram atirados ao precipício." Lívio concorda com Políbio em seu relato sobre os perigos da descida; ambos os historiadores descrevem cenas semelhantes e fatos que devem ter pesquisado numa fonte comum: "Eles, então, chegaram a uma estreitíssima colina, com rochas tão perpendiculares que era difícil, mesmo para um soldado que não levasse carga, realizar a descida, ainda que a fizesse agarrando-se com as mãos aos arbustos e raízes que aqui e ali se projetavam. O lugar havia sido escarpado anteriormente, e um recente deslizamento de terra o aprofundara uns bons milhares de pés".
A cavalaria deteve-se ali — parecia-lhes que haviam finalmente alcançado o fim da estrada, uma posição sem chances de avanço — e foi comunicado a Aníbal que o caminho era intransponível. Não somente um deslizamento de terra, mas também o volume de neve acumulada bloqueavam o exército. A neve fresca encobrindo as velhas trilhas fazia com que os animais, quando rompiam a superfície, afundassem as patas no leito mais abaixo, enquanto a neve mole se fechava ao redor deles, segurando-os como uma garra gelada. Os homens se saíam pouca coisa melhor: quando tentavam erguer-se sobre as mãos e joelhos, eles não conseguiam apoio na neve velha e profundamente congelada, e escorregavam pelas escarpas que serviam como degraus. Aníbal percebeu que não havia como fazer qualquer desvio, mas que o estreito desfiladeiro da montanha podia ser reforçado e toda a trilha nivelada. Representou um grande desafio para a habilidade de seus engenheiros e para a consumada coragem de seus homens (consta que ele utilizou númidas para essa tarefa de construção de estrada) que uma passagem, boa o suficiente para permitir que os cavalos e animais de carga prosseguissem, tivesse sido construída no espaço de três dias. Lívio adiciona um outro detalhe famoso à história da descida do exército para a Itália — a quebra da rocha que caíra bloqueando seu caminho com a aplicação de líquido e calor. Foi uma sorte que a queda da rocha tenha acontecido num ponto abaixo da linha das árvores, pois se tivesse ocorrido onde não houvesse madeira disponível, sua situação com certeza teria sido desesperadora:
"Uma vez que tinham que abrir caminho através da rocha, eles derrubaram algumas árvores enormes que estavam ao seu alcance e, podando seus galhos, fizeram uma imensa pilha de toras. Nela atearam fogo, tão logo soprou um vento fresco suficiente para fazê-la queimar, e aspergindo vinagre sobre as rochas incandescentes, fizeram-nas despedaçar". A queda de rochas deu-se claramente a mais de meio caminho desfiladeiro abaixo, onde "as escarpas são cobertas de relva e árvores". A referência ao vinagre tem sido muito ridicularizada através das épocas, mas de acordo com uma crença muito antiga, o vinagre ajudava a tornar as pedras quebradiças (o "vinagre" de Aníbal deve, indubitavelmente, ter sido vinho azedo, mas ele dificilmente teria quantidade suficiente, nesse ponto da jornada, para causar grande impacto). O fato é que, em certos tipos de pedra, uma ducha de água teria sido mais que suficiente, quando elas estivessem incandescentes, para ajudar a rachá-las e fazê-las desintegrar ante as picaretas dos pioneiros. Apesar do atraso causado por essa avalanche, a vanguarda do exército chegou à planície três dias após ter deixado o desfiladeiro alto, mas deve-se supor que isso tenha acontecido vários dias antes que os últimos dos desgarrados e exaustos animais tivessem completado a descida. Políbio, seguido por Lívio, diz que a travessia dos Alpes teria levado quinze dias ao todo, conta que está em desacordo com o número de dias relatado em sua própria narrativa. O espaço de tempo entre o início de sua escalada dos Alpes e a assembleia nas planícies do Pó, conforme ele, foi de dezoito dias. Isto pode ser explicado de duas maneiras: os quinze dias se aplicam à real travessia dos Alpes e não ao início da subida em direção a eles, o que provavelmente custou mais uns três dias; ou, ainda, a diferença pode ser encontrada entre a chegada da vanguarda do exército ao seu acampamento na Itália e a reunião final de todas as tropas e animais. Uma coisa é certa: apesar da falta de forragem nas partes mais altas das montanhas e das terríveis condições através das quais eles viajaram, não há menção de qualquer dos elefantes ter sido perdido, ao passo que perdas de cavalos, animais de carga e homens são registradas.

### O caminho entre os Alpes
Por qual desfiladeiro Aníbal conduziu seu exército na descida até as planícies do Pó é pergunta que tem gerado muita controvérsia no decorrer dos séculos e ocasionado vários escritos diferentes, de muitos monógrafos. Alguns desfiladeiros, tais como o Grande São Bernardo e o Pequeno São Bernardo, são relativamente fáceis de se descartar, uma vez que eles não levam ao país habitado pelos taurinos — tribo em cujo território as forças de Aníbal emergiram em sua descida dos Alpes. O que é perfeitamente claro nos relatos da travessia de Aníbal pelos Alpes é que o desfiladeiro utilizado por ele está entre os altos e perigosos que conduziam de modo íngreme à Itália. Após verificarmos todos os dados, sem contar as teorias, os quatro mais cotados continuam sendo o monte Cenis (tornado famoso por Carlos Magno e Napoleão Bonaparte), o passo Clapier, o Montgenèvre e o passo de Traversette. O Passo do Monte Cenis e o Passo Clapier possuem ambos locais próximos ao cume onde o exército poderia ter acampado, mas o Passo Clapier tem preferência, sendo um desfiladeiro alto e rústico. Ele também possui uma saliente espora no início de sua descida em direção à Itália, de onde se tem uma esplêndida vista das planícies abaixo. O Montgenèvre, que através dos anos ganhou muitos partidários, oferece um bom local para acampamento, mas é o mais baixo de todos os desfiladeiros e não está de acordo com o retrato da perigosa rota tomada por Aníbal.
O desfiladeiro mais alto de todos os quatro, o passo de Traversette, preenche quase todos os requisitos das narrativas, mas falta um local de acampamento adequado. Fortes argumentos podem ser, e têm sido, adaptados para cada uma dessas quatro rotas de acesso. A escolha final parece recair entre o desfiladeiro de Clapier e o de Traversette, com ligeira diferença em favor do passo Clapier.

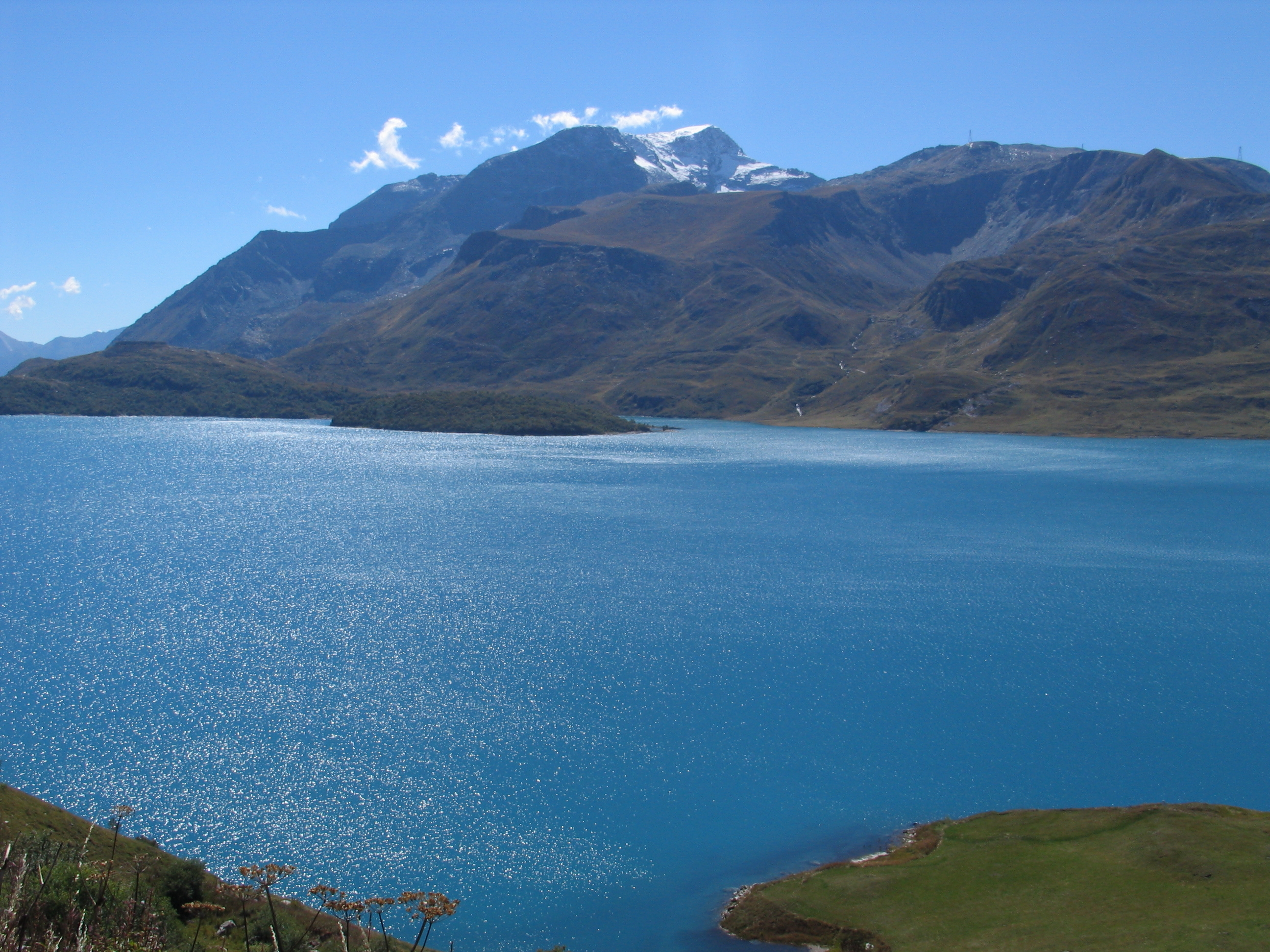
Monte Cenis
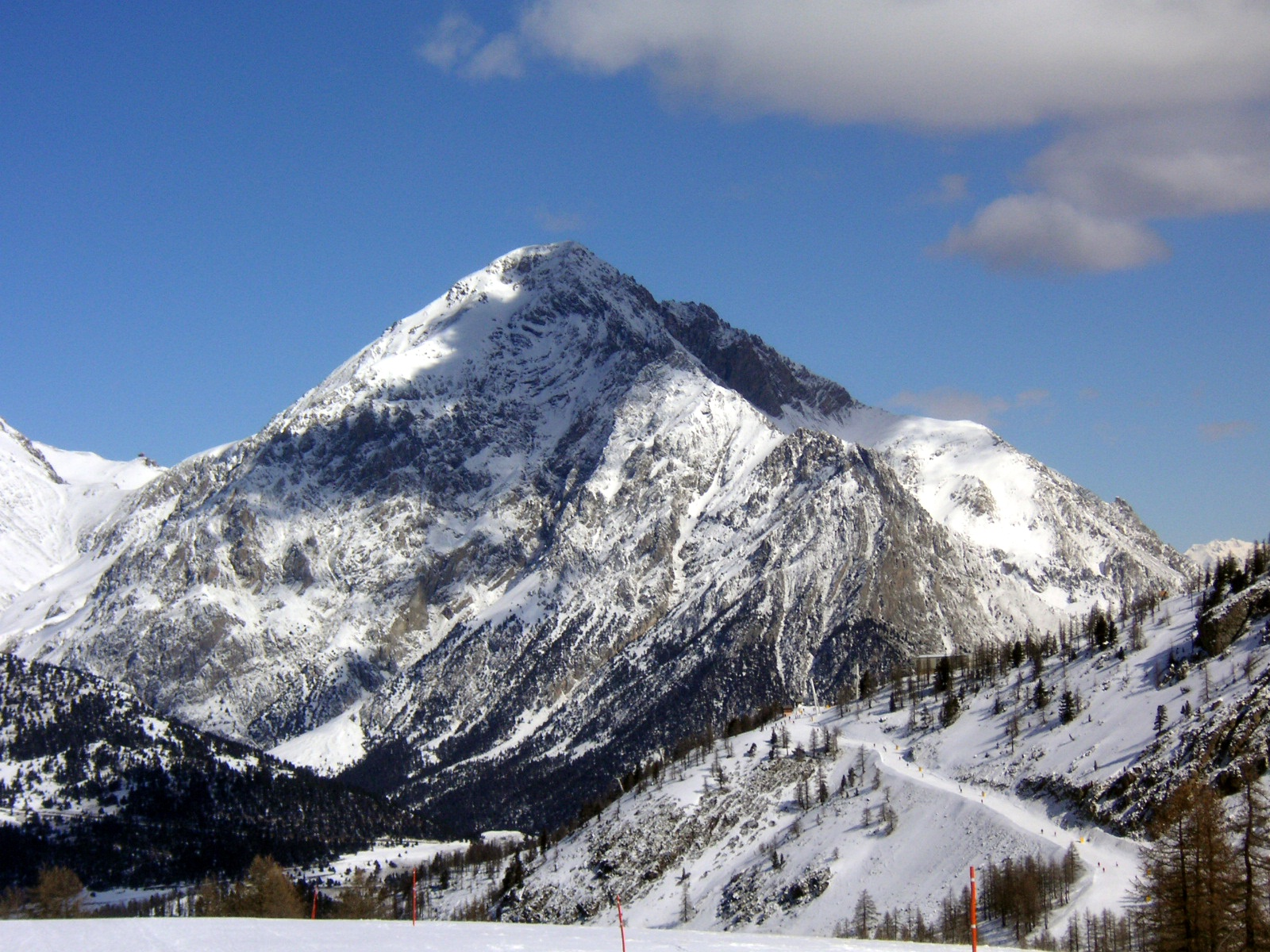
Monte Montgenèvre
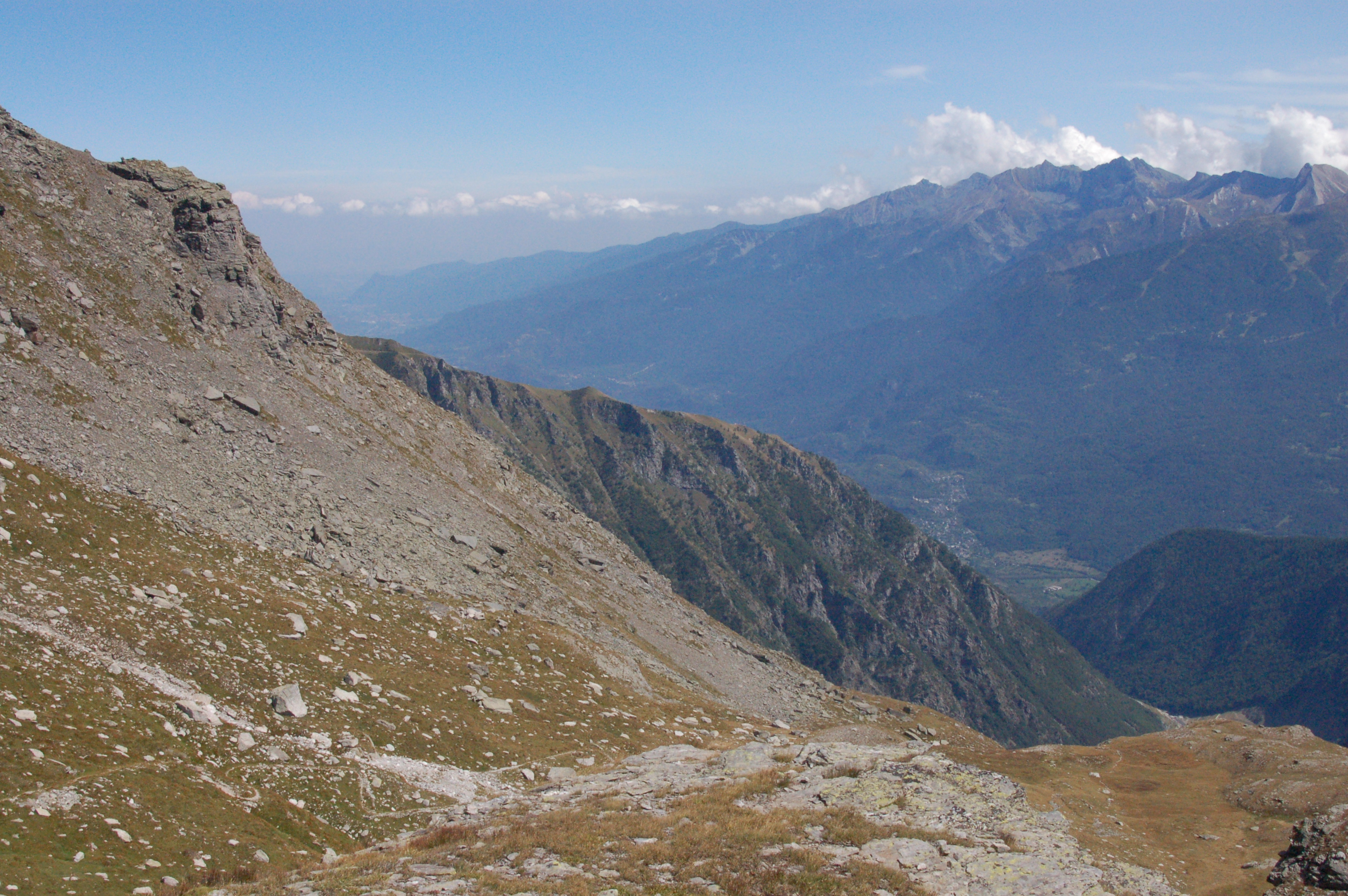
Monte Clapier

Escrevendo no século I, Juvenal mostra aqui, e em várias outras referências de suas sátiras, que, mesmo trezentos anos após a morte de Aníbal, a lembrança do grande cartaginês permanecia profundamente gravada na consciência romana:
Juvenal também confirma que sua surpreendente façanha de cruzar os Alpes tornara-se assunto para os ensaios e poemas dos escolares. Na verdade, o brado Hannibal ad portas! (Aníbal está às portas!) era usado para amedrontar crianças romanas travessas, assim como séculos após, na Grã-Bretanha, "Boney vai te pegar!" evocava a sombra de Napoleão Bonaparte e produzia o silêncio do medo nos quartos de crianças britânicas. O historiador romano Floro, escrevendo logo depois de Juvenal, compara a chegada de Aníbal à Itália com um raio lançado dos céus por cima dos horrendos Alpes sobre a bela terra da Itália.
Para que não possam restar dúvidas, quando chegaram as notícias a Roma de que o impossível acontecera — Aníbal e seu exército cartaginês haviam irrompido tal qual uma águia nos desfiladeiros dos Alpes — houve pânico na cidade. Era, contudo, uma águia esfarrapada e magra, que então alisava suas asas sob a pálida luz do sol de inverno do norte italiano e tentava tirar algum proveito do que restou da horrível marcha.
Reunidas uma vez mais em uma terra que fornecia pasto, cereais e animais para abate, as tropas, que em aparência e condição mais se assemelhavam a animais do que a homens, poderiam, pela primeira vez em muitos meses, desfrutar de algum conforto — ainda que não por muito tempo — e recuperar suas forças. Aníbal podia agora proceder a uma cuidadosa análise e saber com exatidão o que o seu inacreditavelmente arriscado empreendimento havia lhe custado. Pela vantagem da surpresa e para assegurar a ligação da sua causa à dos gauleses na Itália, ele havia pago tão caro que a maioria dos generais teria considerado a campanha já perdida.
De acordo com Políbio, a mais notável autoridade no assunto, ele havia cruzado o rio Ródano com cerca de cinquenta mil soldados de infantaria e nove mil cavaleiros e, uma vez que não há registro de quaisquer perdas após ou durante a travessia do Ródano, presume-se que fora com um número aproximado — levando-se em conta as perdas naturais devido a acidentes e doenças — que ele tenha iniciado sua subida aos Alpes. Tito Lívio fornece algarismos conflitantes quanto ao número de homens que iniciou a travessia e o número que se perdeu no caminho. Alguns deles são tão exagerados que só podem ter sido engendrados pela posterior propaganda romana, desenvolvida para inflar o ego romano até o tamanho do exercito que seus antepassados haviam enfrentado.
Como exemplo, uma das fontes latinas que ele cita diz que Aníbal chegou à Itália com cem mil soldados de infantaria e vinte mil cavaleiros — muito mais do que ele tinha no início. Políbio é mais confiável, uma vez que, como ele nos conta, havia visto a inscrição no Lacínio, na qual o próprio Aníbal colocara os fatos e números de suas campanhas. Seu relato revela Aníbal alcançando o solo italiano no sopé dos Alpes com doze mil soldados de infantaria africanos e oito mil iberos, e não mais que seis mil cavaleiros. Entre os Pirenéus e a Itália, portanto, ele tinha perdido — principalmente nos Alpes — uns trinta mil soldados, além de três mil cavalos. Isso se aproxima da afirmação de Lívio baseada no relato de um prisioneiro romano de Aníbal, a quem o grande cartaginês teria revelado que perdera, após atravessar o Ródano, trinta e seis mil homens e um vasto número de cavalos e outros animais.
Quinto Fábio Pictor, primeiro dos historiadores latinos, conhecido como o "Pai da História Romana", lutou contra Aníbal na guerra que estava para começar e reconheceu que naquele período os romanos e seus Estados aliados eram capazes de mobilizar setecentos e cinquenta mil homens. Aníbal sabia, pois fora avisado previamente pelos gauleses na Itália, que muitos milhares deles iriam se sublevar, aclamando-o como libertador, e se uniriam às suas forças na guerra contra Roma. Ele conhecia a bravura deles (bem como sua falta de disciplina), mas o que não poderia saber, enquanto contemplava seu maltratado exército recuperando-se no sopé dos Alpes, era quantos deles exatamente se uniriam sob seu estandarte. Havia subjugado as tribos do norte da Hispânia, e tudo o que precisavam da Península Ibérica constituía agora colônia cartaginesa; cruzara os Pirenéus e o Ródano; e podia olhar para trás em direção aos luzentes picos alpinos, que conquistara com tão severas perdas, como a última grande aventura entre ele e seu objetivo. Porém agora deveria enfrentar os fortes e disciplinados exércitos de Roma — e naquele momento ele tinha não mais do que vinte mil semidefinhados soldados, seis mil cavaleiros em esqueléticos cavalos, e trinta e sete extenuados elefantes. Era muito pouco com que medir forças contra o maior poderio do mundo mediterrâneo.